# ورید مزانتریک فوقانی
ورید مزانتریک فوقانی (Superior mesenteric vein) که خون روده باریک را جمع آوری و با سیاهرگ طحالی یکی شده ورید باب را میسازد.

## نگارخانه

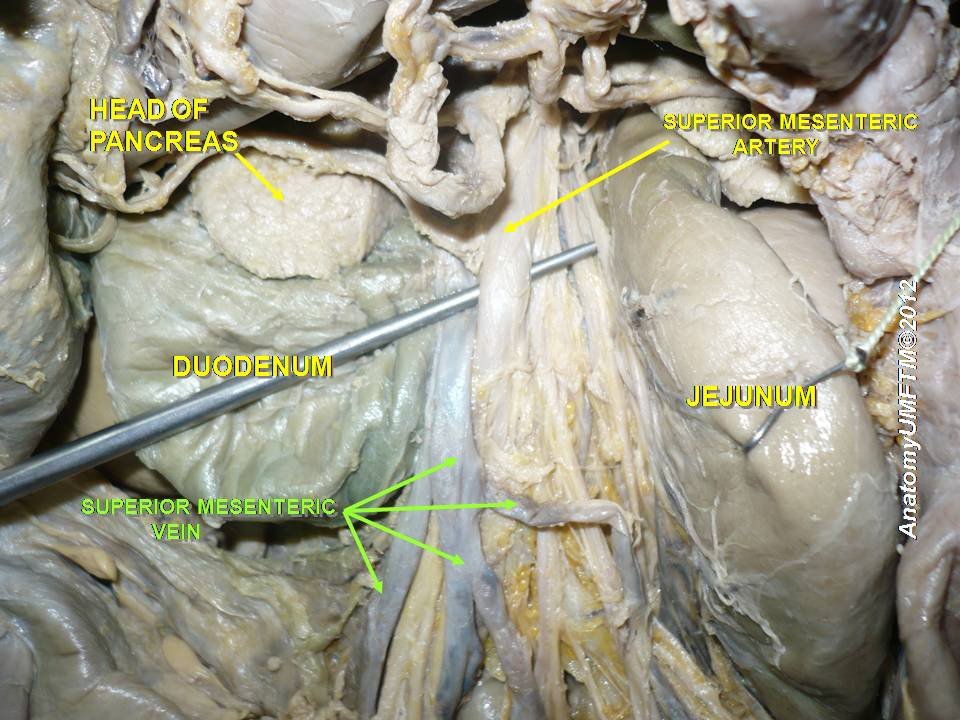